# 李树忠
李树忠（1968年6月—），山西省太原市人，中华人民共和国政治人物。

## 生平
1968年6月，李树忠出生在山西省太原市晋源区人。
1994年8月，李树忠加入中国共产党。李树忠曾长期在太原市小店区和太原市人民政府任职。
2015年11月，李树忠调任中共娄烦县委副书记、代县长，2016年8月正式出任县长。2021年2月，李树忠升任中共娄烦县委书记。

### 落马
2024年3月16日，李树忠涉嫌严重违纪违法接受山西省纪委监委纪律审查和监察调查。其前任薛东晓已于2023年6月落马。